# رودلف بيتري
رودلف بيتري (بالألمانية: Rudolf Petri)‏ (و. 1915 – 1980 م) هو مترجم، وناشط إسبرانتو، وكاتب من ألمانيا، وكاليدونيا الجديدة، ولد في بون، توفي في نوميا، عن عمر يناهز 65 عاماً.